# Luc Holtz
Luc Holtz (Luxemburgo, 14 de junho de 1969) é um treinador e ex-futebolista luxemburguês que atuava como meio-campista. Desde 2010, é o técnico da seleção nacional, pela qual atuou durante 11 anos.

## Carreira
Holtz iniciou a carreira em 1990, no Red Boys Differdange, depois de jogar nas categorias de base do Montceau-les-Mines. Destacou-se atuando pelo Avenir Beggen, entre 1992 e 1999, vencendo 2 Campeonatos de Luxemburgo e 2 Copas nacionais, e pelo Etzella Ettelbruck, onde também acumulou o cargo de treinador, e conquistou a Copa de Luxemburgo em 2000-01. Pendurou as chuteiras em 2007, aos 38 anos.
Sua primeira experiência como técnico em tempo integral foi no time sub-21 de Luxemburgo, comandado por ele até 2010. Holtz foi efetivado no comando do time principal neste mesmo ano, com a demissão de Guy Hellers, que exercia o posto desde 2004.

## Seleção Luxemburguesa
Entre 1991 e 2002, Holtz disputou 55 partidas pela Seleção Luxemburguesa principal. O único gol dele pelos D'Roud Leiwen foi em 1995, contra Malta, pelas eliminatórias da Eurocopa de 1996.